# Europese huso
De Europese huso of beloega (Huso huso) is een steur die vooral in de Kaspische Zee en de Zwarte Zee leeft. Deze steur kan een ouderdom van 150 jaar bereiken. Er zouden exemplaren zijn gevonden met een lengte van 8,6 meter en een gewicht van 2700 kilogram. De naam 'beloega' komt net als bij de witte dolfijn van het Russische белуга, dat een afgeleide is van belaja, wat 'wit' betekent.
De Europese huso is een roofdier en heeft andere vissen als voedsel. Door overbevissing is de steur een ernstig bedreigde diersoort geworden.
De eitjes van de Europese huso worden gebruikt voor de beroemde belugakaviaar, een zeer dure soort kaviaar.